# Natale all'improvviso
Natale all'improvviso (Love the Coopers) è un film del 2015 diretto da Jessie Nelson.
Il film è una commedia per famiglie di ambientazione natalizia con protagonisti John Goodman, Diane Keaton, Olivia Wilde, Ed Helms, Amanda Seyfried e Alan Arkin.

## Trama
Sam e Charlotte, due anziani coniugi, hanno deciso di separarsi, ma aspettano di dirlo ai figli e ai parenti solo dopo Natale, per trascorrere un ultimo cenone insieme. In realtà, però, sono tanti i segreti che nascondono tutti i componenti della stravagante famiglia Cooper.

## Produzione

### Cast
Il ruolo dei due protagonisti è stato affidato a John Goodman e Diane Keaton, affiancati da altri attori importanti come Olivia Wilde, Ed Helms, Amanda Seyfried, Alan Arkin e Marisa Tomei.

## Distribuzione
Il primo trailer ufficiale del film è stato diffuso da YouTube il 26 agosto 2015 mentre quello italiano il 16 ottobre successivo.
Il film uscì nelle sale statunitensi a partire dal 13 novembre 2015, distribuito dalla Lionsgate mentre in quelle italiane dal 26 novembre seguente ad opera di Notorious Pictures.

## Accoglienza
Il film ha ricevuto critiche per lo più negative guadagnando anche una candidatura nella tradizionale rassegna ironica che premia le peggiori performance cinematografiche dell'anno:
- 2016 - Razzie Awards
  - Candidatura per la peggior attrice non protagonista a Amanda Seyfried